# منتخب هولندا لهوكي الحقل للرجال
منتخب هولندا الوطني لهوكي الحقل للرجال (بالهولندية: Nederlandse hockeyploeg)‏ هو ممثل هولندا الرسمي في المنافسات الدولية في هوكي الحقل .